# 後藤希美子
後藤希美子（1979年4月22日—2016年1月23日），祖籍中国山東，本名邢慧君，出生於韓國、长期旅居日本的台湾女演员。2018年，傳出已於2016年1月因乳癌過世的消息，並獲得證實。

## 生平
出道以後改藝名為希美子kimiko，最初拍攝YAMAHA SVMAX 125cc機車的電視廣告受到觀眾注意，因中、日文流利而參與不少廣告代言。
後來參與華視的角色試鏡，並在電視劇《麻辣鮮師》的演出，因而開始享有高知名度。
2003年，有爆料指出希美子不是日本人，引發媒體報導。對此，後藤希美子坦言自己是華僑，持有中華民國護照，全家曾定居日本東京，有日本長期居留權、沒有日本國籍，因父親希望她能懂中文，所以在日本大學主修中文系。
2005年，後藤希美子轉往中國大陸發展，與鄧超合演《浪漫的西街》，為後藤希美子最後參與的作品，之後慢慢淡出演藝圈。2005年12月初旬，後藤希美子回到日本與家人生活，之後與經紀人Roger結婚，兩人婚後沒有子女。

## 驟逝消息
2015年3月16日，中天娛樂台播出《麻辣同學會》，主持人謝祖武宣布將開拍《麻辣鮮師》續集；2016年2月16日，麻辣鮮師電影版劇組開始籌備經費與連絡相關人員，劇組曾透過各式各樣管道方法聯絡後藤希美子，但都無法取得聯繫。
2018年1月23日，後藤希美子的在台友人透過媒體表示她已於2016年1月初證實因乳癌末期去世的，後藤希美子生前並未向其他人透露病情，直至後事處理完將近半年後，在台友人才得知噩耗。

## 作品

### 電視劇
| 年份   | 頻道       | 劇名                    | 角色                                                   |
| ------ | ---------- | ----------------------- | ------------------------------------------------------ |
| 2001年 | 華視       | 《麻辣鮮師》            | 第一代：後藤希美子 第二代：趙旻萱（格格） 第三代：祁玲 |
| 2002年 | 中視       | 《時來運轉》            | 沈言溪                                                 |
| 2002年 | 中視       | 《麻辣高校生》          | 趙旻萱（格格），客串                                   |
| 2002年 | 民視       | 《愛情風味屋》          | 任心瑤                                                 |
| 2003年 | 中視       | 《欲望六人行》          |                                                        |
| 2003年 |            | 《六指琴魔》            | 譚月華                                                 |
| 2004年 | 衛視中文台 | 《第8號當舖》之「魔界」 |                                                        |
| 2008年 |            | 《浪漫的西街》          |                                                        |

### 唱片專輯
| 年份   | 專輯                   | 唱片公司 | 歌曲             |
| ------ | ---------------------- | -------- | ---------------- |
| 2002年 | 《麻辣鮮師電視原聲帶》 | 艾迴唱片 | 青春真偉大、換季 |

## 廣告代言
- 2001年：Motorola T189搭訕篇
- 2001年：台灣大哥大 828隨身美食家 拉麵篇
- 2001年：YAMAHA SV MAX 125CC機車－順路篇（與張震共同代言）
- 2003年：YAMAHA SV MAX 125CC機車－野蠻女友篇30秒（又稱咖啡篇）、功能篇10秒共兩版（與張震共同代言）
- 2003年：統一企業 5°C纖果汁

## 外部連結
- 後藤希美子在豆瓣上的资料（简体中文）